# Socialistisk Folkeparti

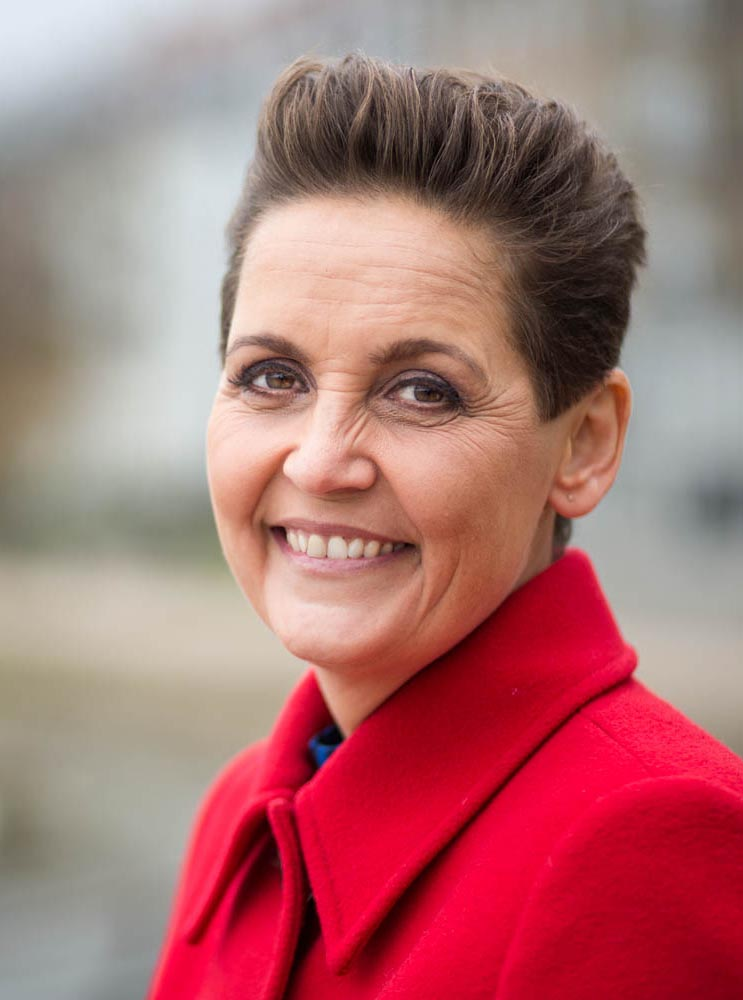
Pia Olsen Dyhr, leider van de SF sinds 2014.

De Socialistisk Folkeparti (afgekort SF, lettersymbool F) (Nederlands: Socialistische Volkspartij) is een Deense democratisch socialistische en groene partij. De partij werd opgericht aan het einde van de jaren vijftig van de twintigste eeuw door enkele verwijderde leden uit de Deense Communistische Partij.
Sinds haar oprichting is de Socialistisk Folkeparti een continue factor geweest in het Deense partijenlandschap. De partij gaf door de jaren heen verschillende malen gedoogsteun aan sociaaldemocratische regeringen en maakte tussen 2011 en 2014, voor het eerst in haar geschiedenis, ook zelf deel uit van een Deense regering, die van de sociaaldemocratische premier Helle Thorning-Schmidt. De huidige partijleider van de SF is Pia Olsen Dyhr.

## Geschiedenis

### Los van Moskou
De harde onderdrukking van de volksopstand tegen het communistische bestuur in Hongarije laat heel wat West-Europese communistische partijen en communisten vraagtekens plaatsen bij de door Moskou verdedigde lijn. In Denemarken probeert het hoofd van Danmarks Kommunistiske Parti (DKP), Aksel Larsen, zich onafhankelijker te positioneren ten opzichte van het vanuit Moskou gedicteerde communisme. Dat is evenwel buiten de USSR-getrouwe flank van de Deense communisten gerekend. Larsen wordt uit de partij gezet en sticht een jaar later, in 1958, een nieuwe partij: de Socialistisk Folkeparti (SF). De SF erkent de democratische instituties van Denemarken, maar vindt niettemin dat het socialisme dient ingevoerd te worden, zij het dan voortaan via democratische weg. Bij de verkiezingen van 1960 wint de partij meteen elf zetels in het Folketing, terwijl de DKP het parlement moet verlaten.

### Een moeilijke verhouding met de sociaaldemocraten
In de jaren 1960 slaagt de SF erin een leemte in de Deense politiek op te vullen. De sociaaldemocraten zijn een belangrijke regeringspartij geworden, daarvoor afhankelijk van de burgerlijke partijen en derhalve naar het midden opgeschoven. De linkerflank van de sociaaldemocraten is ongedekt: de Socialistische Volkspartij trekt kiezers aan die zich wel links, doch niet communistisch willen noemen. De nog jonge partij slaagt er ook in om zich te profileren als de partij van de vredes- en andere bewegingen die de jaren 1960 rijk is. Anderzijds ligt het in de bedoeling van de SF om, samen met de Socialdemokraterne, een arbejdersflertal (een arbeidersmeerderheid) te scheppen. Wanneer voornoemde partijen in 1966 inderdaad een meerderheid bereiken, komt het echter niet tot een S-SF-regering. Zowel op de rechtse vleugel van de sociaaldemocraten, als op de linkse van de socialisten is er weerstand. Ook de allesoverheersende leiding van Aksel Larsen stuit binnen de SF op verzet. Uiteindelijk loopt alles uit op het vertrek van zes Folketing-leden van de SF; zij gaan de nieuwe partij Venstresocialisterne (VS; Linkssocialisten) vormen. De verkiezingen van 1968 betekenen een nederlaag voor beide linkse partijen: een burgerlijke regering onder Hilmar Baunsgaard kan aan de macht komen.
In de jaren 1970 toont de Volkspartij zich de sterkste en meest gematigde van de vele linkse partijen en bewegingen die Denemarken rijk is. Naar het einde van de jaren 1970 toe, maakt de partij echter een electorale crisis door die de SF op een bepaald moment met nog slechts zeven parlementairen overlaat. In de daaropvolgende jaren herstelt de SF zich en haalt ze meestal zo’n 20 parlementszetels. Ook onder de nieuwe leider Gert Petersen (sinds 1974) blijft de relatie met de sociaaldemocraten problematisch. De meeste SF’ers wensen geen samenwerking met de sociaaldemocraten en de radicalen, en ook bij die laatsten is men daar niet steeds voor te vinden. Ten tijde van het centrumrechtse kabinet van Poul Schlüter (1982-1993) ziet de SF zich wel als deel van de alternatieve meerderheid.

### Andere tijden: groene thema's bij de socialisten
Van bij haar oprichting streeft de Socialistisk Folkeparti vrede na, vanwaar ook de steun voor de vredesbeweging. De partij keert zich af van de USSR door niet langer de Moskouse doctrine na te leven, maar eveneens van het Westerse kamp onder leiding van de Verenigde Staten en hun militair bondgenootschap, de NAVO. De socialisten kanten zich ook tegen een Deense deelname aan de Europese integratie en roepen op om tegen te stemmen bij het referendum dat daarover aan het begin van de jaren 1970 wordt gehouden. Vanaf de jaren 1980 – en zeker na de val van het communisme – gaat de partij op zoek naar nieuwe thema’s en wordt de milieuproblematiek een speerpunt voor de partij. Geleidelijk aan zal de partij zich ook meer pro-Europese Unie gaan opstellen, al heerst tot op vandaag enig eurosceptisme onder de achterban.
De matiging van de standpunten is niet los te zien van het feit dat de Socialistische Volkspartij vanaf 1987 beslist om een sociaaldemocratische regering te ondersteunen. In de jaren 1990 gebeurt dat ook met de regering van Poul Nyrup Rasmussen. De partij wordt een vast onderdeel van de parlementaire meerderheid voor Rasmussen, maar neemt door de tegenstand van de middenpartijen niet deel aan het kabinet. Terwijl de invloed van de SF toeneemt, haken steeds meer kiezers af. Pas met als Villy Søvndal (die in 2005 Holger K. Nielsen opvolgt) als leider keert het tij. Hij slaagt erin zijn partij een populairder profiel aan te meten en formuleert de wil om een regering met de sociaaldemocraten (en eventueel ook met Det Radikale Venstre) te vormen als alternatief voor de centrumrechtse regering Rasmussen. De partij ziet in 2007 haar aanhang verdubbelen ten opzichte van 2005: de socialisten winnen 13%, het beste resultaat sinds de jaren 1980.

### Regeringsdeelname
Door de jaren heen heeft de Socialistische Volkspartij gedoogsteun gegeven aan verschillende sociaaldemocratische kabinetten, maar pas na de parlementsverkiezingen van 2011 wordt de partij voor het eerst ook officieel onderdeel van de Deense regering. De SF vormt, samen met de Socialdemokraterne en Det Radikale Venstre, een kabinet onder leiding van de sociaaldemocratische premier Helle Thorning-Schmidt. Een conflict met de coalitiepartners over de verkoop van het energiebedrijf DONG leidt in februari 2014 echter tot een voortijdig vertrek van de SF-ministers. De partij, die Pia Olsen Dyhr aanwijst als nieuwe leider, keldert bij de parlementsverkiezingen van 2015 ver terug, van 16 naar 7 zetels. Kleiner was de SF in het Folketing sinds 1979 niet meer geweest. Bij de parlementsverkiezingen van 2019 vergaat het de partij duidelijk weer beter en slaagt zij erin haar zetelaantal te verdubbelen (14 zetels). In 2022 komt daar na vervroegde verkiezingen nog een zetel extra bij.
Sinds 2022 noemt de partij zich in het Engels Green Left.

## Ideologie
De SF noemt zichzelf een partij die rode en groene waarden verenigt om te komen tot meer gelijkheid – op economisch, politiek en sociaal vlak. De socialisten willen een alternatief brengen voor het kapitaal en het neoliberalisme. De partij wil zich inzetten voor een welvarende samenleving waar iedereen toegang heeft tot goede ziekenhuizen, onderwijs en ouderenzorg. In tegenstelling tot andere politieke partijen wil de SF niet besparen, maar nieuwe banen creëren.
De Socialistisk Folkeparti maakt van milieu en klimaat een van haar belangrijkste beleidsdomeinen. De groene bewustwording moet worden aangewakkerd, ecologische wagens en openbaar vervoer moet worden gestimuleerd. Door de investeren in hernieuwbare energie denkt de partij meteen ook werkgelegenheid bij te creëren.

## Partijleiders
- Aksel Larsen (1959–1968)
- Sigurd Ømann (1968–1974)
- Gert Petersen (1974–1991)
- Holger K. Nielsen (1991–2005)
- Villy Søvndal (2005–2012)
- Annette Vilhelmsen (2012–2014)
- Pia Olsen Dyhr (sinds 2014)